# Jiří Matyáš
Jiří Matyáš (* 1. února 1945) je bývalý český fotbalista, záložník.

## Fotbalová kariéra
V československé lize hrál za Škodu Plzeň. Nastoupil v 2 ligových utkáních.

## Ligová bilance
| Ročník                                   | Zápasy | Góly | Klub        |
| ---------------------------------------- | ------ | ---- | ----------- |
| 1. československá fotbalová liga 1967/68 | 2      | 0    | Škoda Plzeň |
| CELKEM                                   | 2      | 0    |             |